# Amrinon
Amrinon ist ein im deutschen Sprachraum nicht mehr verfügbarer Arzneistoff, der – wie Enoximon und Milrinon – zu den Phosphodiesterase-Hemmstoffen (PDE) vom Bipyridintyp gehört. Es bewirkt einen Blutdruckabfall und erhöht die Kontraktionskraft des Herzens.

## Wirkungsmechanismus
Amrinon hemmt das Isoenzym III der Phosphodiesterase, welches den Abbau von cAMP katalysiert. Es wirkt nicht an membranständigen Rezeptoren.
Am Herzen bewirkt die Anreicherung von cAMP eine Aktivierung der Proteinkinase A. Diese phosphoryliert die Calciumkanäle und öffnet sie, so dass vermehrt Calcium-Ionen (Ca2+) in die Herzmuskelzellen einströmen. Damit wird die Kontraktionskraft der Herzmuskelzellen erhöht (positive Inotropie).
In den glatten Muskelzellen der peripheren Blutgefäße nimmt die Ca2+-Konzentration dagegen ab und die Gefäßwand erschlafft, so dass der Blutdruck abnimmt.
Amrinon gehört somit zur Gruppe der Inodilatoren.

## Anwendung
Studien berichten kaum über Langzeitvorteile, dagegen aber über häufige Nebenwirkungen. Amrinon wurde nur zur kurzfristigen Behandlung von herzinsuffizienten Patienten (NYHA IV), die nicht auf Digitalis, Diuretika oder ACE-Hemmer ansprachen, angewendet. Wegen der Senkung des pulmonalen arteriellen Blutdrucks wurde es auch bei primärer oder sekundärer pulmonaler Hypertonie und nach Herz-Lungen-Transplantationen eingesetzt.
Unerwünschte Nebenwirkungen sind:
- ventrikuläre Arrhythmien,
- supra- und ventrikuläre Tachykardien bis zum Kammerflimmern,
- Blutdruckabfall,
- Übelkeit, Erbrechen, Bauchschmerzen, Fieber, Myalgien, Geschmacksstörungen, Milzschwellungen.

Kontraindikationen sind:
- Volumenmangel,
- Herzrhythmusstörungen,
- Niereninsuffizienz,
- Schwangerschaft und Stillzeit,
- Herzinsuffizienz,
- Schwere obstruktive Aorten- oder Pulmonalklappenerkrankungen.

Dobutamin verstärkt die Wirkung von PDE-Hemmern additiv.

## Handelspräparate
Das 1981 eingeführte Amrinon steht in Deutschland, Österreich, Belgien, Luxemburg und der Schweiz nicht mehr als Handelspräparat zur Verfügung. Bis 2005 wurde es unter dem Warenzeichen Wincoram® vertrieben. In den USA wird Amrinon unter dem Warenzeichen Inocor® angeboten.